# Lothar Huber
Lothar Huber (ur. 5 maja 1952 w Kaiserslautern) – niemiecki piłkarz występujący na pozycji obrońcy.

## Kariera piłkarska
Huber zawodową karierę rozpoczynał w klubie 1. FC Kaiserslautern. W Bundeslidze zadebiutował 22 maja 1971 w przegranym 0:2 meczu z Eintrachtem Brunszwik. W 1972 roku dotarł z klubem do finału Pucharu Niemiec, jednak Kaiserslautern uległo tam 0:5 z FC Schalke 04. 23 września 1972 w przegranym 1:3 spotkaniu z Eintrachtem Frankfurt strzelił pierwszego gola w trakcie gry w Bundeslidze. W Kaiserslautern Huber grał do końca sezonu 1973/1974. W sumie rozegrał tam 63 ligowe spotkania i zdobył 2 bramki.
Latem 1974 roku podpisał kontrakt z drugoligową Borussią Dortmund. Zadebiutował tam 10 sierpnia 1974 w wygranym 3:1 ligowym pojedynku z Hannoverem 96. W tamtym spotkaniu zdobył także bramkę. W sezonie 1975/1976 zajął z klubem 2. miejsce w lidze i awansował z nim do Bundesligi. Pierwszy mecz w Bundeslidze w barwach Borussii Huber zaliczył 14 sierpnia 1976 przeciwko Hamburgerowi SV (4:3). W Dortmundzie grał przez 11 sezonów. Zagrał tam łącznie w 329 ligowych meczach i zdobył 46 bramek.

## Kariera trenerska
Od 2003 do 2004 roku Huber był asystentem trenera w Borussii Dortmund. W 2004 roku został szkoleniowcem TSG Sprockhövel. Potem był trenował SpVgg Radevormwald, a od 2007 roku ponownie jest trenerem TSG Sprockhövel.